# Cudot
Pour les articles homonymes, voir Cudot (homonymie).
Cudot est une commune française située dans le département de l'Yonne, en région Bourgogne-Franche-Comté.

## Géographie

### Lieux-dits et écarts
Les lieux-dits suivis d'une astérisque sont situés à l'écart de la route indiquée.
A
- Les Angevins,          Rte de Villefranche (D 318)
- Arblay*,               Rte de Villefranche (D 318)
- L'Archangerie,         Rte de Chevillon
- Les Arduises*,         Rte de Verlin (D 318)

B
- La Boulinière*,        Rte de la Fontaine
- Les Bernets*,          Rte de Verlin (D 318)
- La Bouqueterie*,       Rte de la Fontaine
- Le Bout du Bois,       Rte de Verlin (D 318)

C
- La Cascade,            Rte de la Fontaine
- Le château,                Rte de Montcorbon (D 180)
- Chevreuse,             Rte de Chevreuse

E
- Les Étangs*,           Rte de Précy (D 194)

G
- Les Gauguins*,         Rte de Précy (D 194)
- Les Gauvilles*,        Rte de Précy (D 194)
- Goubillon,             Rte de Verlin (D 318)
- Les Guinots*,          Rte de Saint-Loup (D 318)

M
- Les Marquets,          Rte de Montcorbon (D 180)
- Le Petit Moulin,       Rte de Précy (D 194)

P
- Pense-Folie*,          Rte de Chevillon
- Les Pierres*,          Rte de Précy (D 194)
- La Plucherie,          Rte de Villefranche (D 318)

R
- La Robinardière*,      Rte de Montcorbon (D 180)

S
- Les Saulets,           Rte de Saint-Loup (D 318)

### Climat
Pour des articles plus généraux, voir Climat de la Bourgogne-Franche-Comté et Climat de l'Yonne.
En 2010, le climat de la commune est de type climat océanique dégradé des plaines du Centre et du Nord, selon une étude du Centre national de la recherche scientifique s'appuyant sur une série de données couvrant la période 1971-2000. En 2020, Météo-France publie une typologie des climats de la France métropolitaine dans laquelle la commune est exposée à un climat océanique altéré et est dans la région climatique  Nord-est du bassin Parisien, caractérisée par un ensoleillement médiocre, une pluviométrie moyenne régulièrement répartie au cours de l’année et un hiver froid (3 °C). 
Pour la période 1971-2000, la température annuelle moyenne est de 10,7 °C, avec une amplitude thermique annuelle de 15,5 °C. Le cumul annuel moyen de précipitations est de 754 mm, avec 11,9 jours de précipitations en janvier et 7,5 jours en juillet. Pour la période 1991-2020, la température moyenne annuelle observée sur la station météorologique installée sur la commune est de 11,7 °C et le cumul annuel moyen de précipitations est de 765,6 mm. 
La température maximale relevée sur cette station est de 42 °C, atteinte le 25 juillet 2019 ; la température minimale est de −13 °C, atteinte le 20 décembre 2009,,. 
| Mois                                  | jan.          | fév.           | mars          | avril         | mai           | juin          | jui.         | août          | sep.          | oct.          | nov.          | déc.          | année    |
| ------------------------------------- | ------------- | -------------- | ------------- | ------------- | ------------- | ------------- | ------------ | ------------- | ------------- | ------------- | ------------- | ------------- | -------- |
| Température minimale moyenne (°C)     | 1,2           | 1,1            | 3             | 5,3           | 8,5           | 12,1          | 13,9         | 13,8          | 10,5          | 8,2           | 5,1           | 2,3           | 7,1      |
| Température moyenne (°C)              | 3,8           | 4,5            | 7,7           | 11            | 14,1          | 17,9          | 20,2         | 19,9          | 16,3          | 12,4          | 8             | 4,9           | 11,7     |
| Température maximale moyenne (°C)     | 6,3           | 8              | 12,3          | 16,7          | 19,8          | 23,7          | 26,6         | 26,1          | 22,1          | 16,7          | 11            | 7,6           | 16,4     |
| Record de froid (°C) date du record   | −11 07.01.09  | −12,3 07.02.12 | −4,8 12.03.10 | −4,2 04.04.22 | −0,4 06.05.19 | 4,3 12.06.11  | 6,4 03.07.11 | 5 26.08.18    | 2,3 26.09.18  | −3 19.10.09   | −5,6 30.11.10 | −13 20.12.09  | −13 2009 |
| Record de chaleur (°C) date du record | 15,4 25.01.16 | 20,6 24.02.21  | 25,9 31.03.21 | 28 21.04.18   | 32,2 28.05.17 | 38,5 18.06.22 | 42 25.07.19  | 39,4 08.08.20 | 35,4 14.09.20 | 29,6 02.10.23 | 23 07.11.15   | 17,7 17.12.15 | 42 2019  |
| Précipitations (mm)                   | 65,2          | 58,1           | 57,5          | 61,5          | 68,8          | 57,7          | 56,7         | 58,2          | 59,3          | 73,9          | 71,7          | 77            | 765,6    |

| Diagramme climatique                                  |          |           |             |             |              |              |              |              |             |           |          |
| J                                                     | F        | M         | A           | M           | J            | J            | A            | S            | O           | N         | D        |
| 6,31,265,2                                            | 81,158,1 | 12,3357,5 | 16,75,361,5 | 19,88,568,8 | 23,712,157,7 | 26,613,956,7 | 26,113,858,2 | 22,110,559,3 | 16,78,273,9 | 115,171,7 | 7,62,377 |
| Moyennes : • Temp. maxi et mini °C • Précipitation mm |          |           |             |             |              |              |              |              |             |           |          |

Les paramètres climatiques de la commune ont été estimés pour le milieu du siècle (2041-2070) selon différents scénarios d'émission de gaz à effet de serre à partir des nouvelles projections climatiques de référence DRIAS-2020. Ils sont consultables sur un site dédié publié par Météo-France en novembre 2022.

## Urbanisme

### Typologie
Au 1er janvier 2024, Cudot est catégorisée commune rurale à habitat très dispersé, selon la nouvelle grille communale de densité à sept niveaux définie par l'Insee en 2022.
Elle est située hors unité urbaine et hors attraction des villes,.

### Occupation des sols
L'occupation des sols de la commune, telle qu'elle ressort de la base de données européenne d’occupation biophysique des sols Corine Land Cover (CLC), est marquée par l'importance des territoires agricoles (73,5 % en 2018), une proportion identique à celle de 1990 (73,5 %). La répartition détaillée en 2018 est la suivante : 
terres arables (69,9 %), forêts (22 %), zones agricoles hétérogènes (3,6 %), milieux à végétation arbustive et/ou herbacée (3,2 %), zones urbanisées (1,3 %). L'évolution de l’occupation des sols de la commune et de ses infrastructures peut être observée sur les différentes représentations cartographiques du territoire : la carte de Cassini (XVIIIe siècle), la carte d'état-major (1820-1866) et les cartes ou photos aériennes de l'IGN pour la période actuelle (1950 à aujourd'hui).

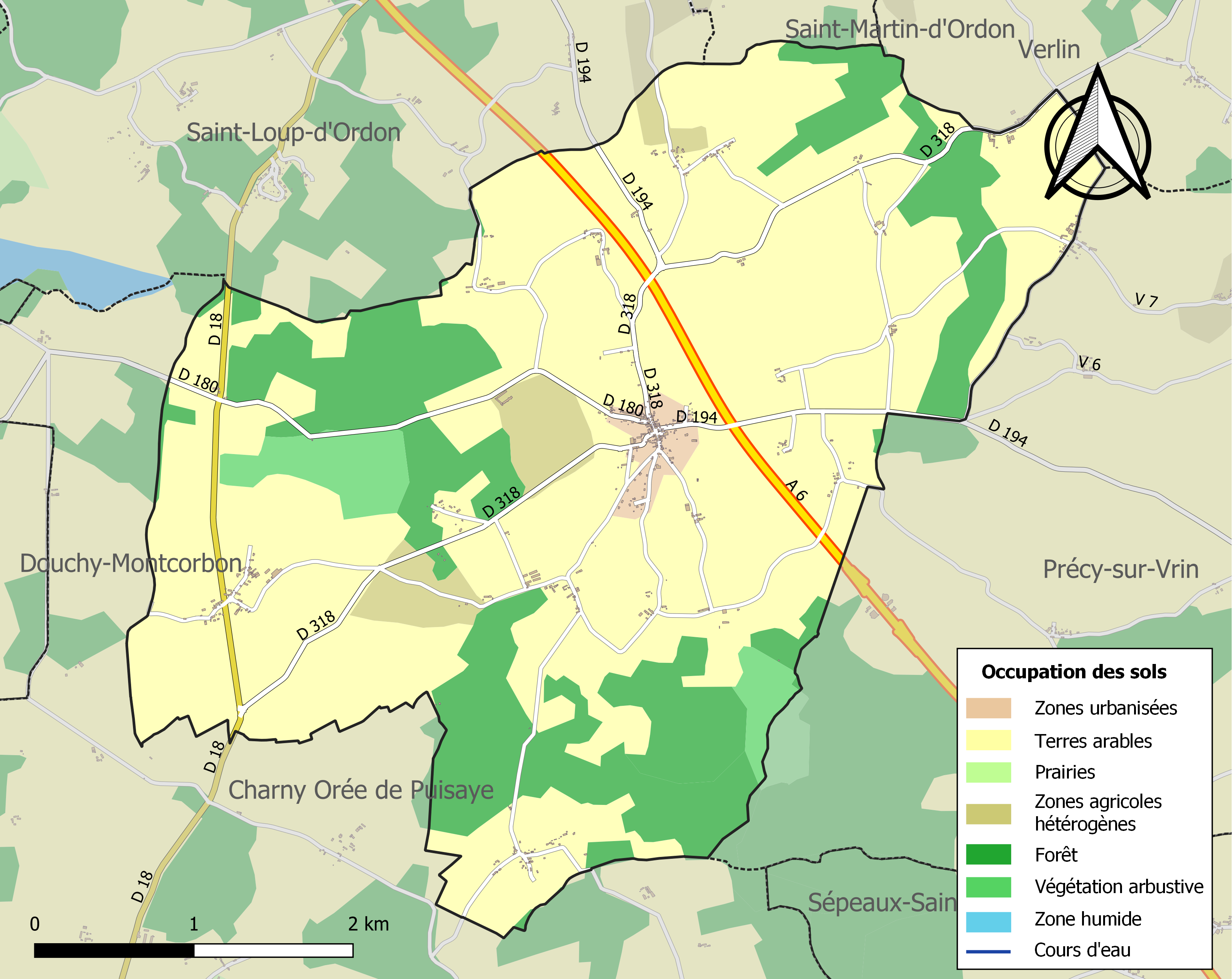
Carte des infrastructures et de l'occupation des sols de la commune en 2018 (CLC).

## Histoire

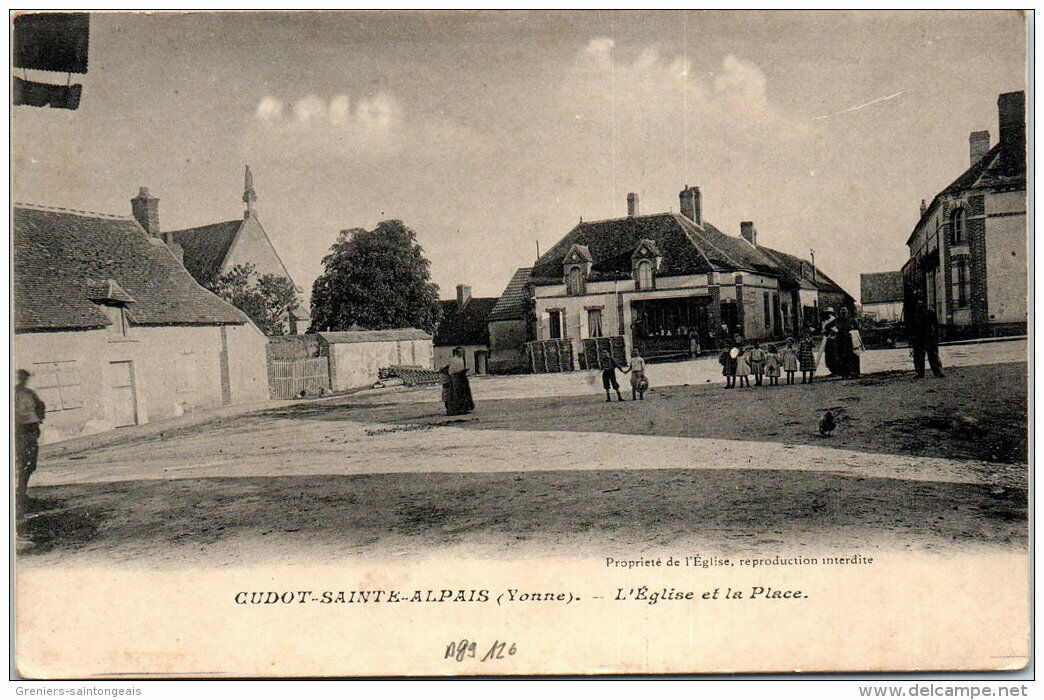
Cudot en 1900.

En 1871, selon un correspondant du Cri du Peuple (numéro du 18 mai 1871), on a trouvé, dans les bois, des journaux venant par ballons de la Commune de Paris. À la suite de ceci, un drapeau rouge aurait été placé dans le village que la gendarmerie aurait enlevé.
En 1900, Cudot comptait près de 600 habitants avec un bureau de poste, plusieurs commerces et le marché tous les mercredis.

## Politique et administration
| Période                                  | Période  | Identité        | Étiquette | Qualité |
| ---------------------------------------- | -------- | --------------- | --------- | ------- |
| Les données manquantes sont à compléter. |          |                 |           |         |
| mars 2001                                | 2008     | Jean-Marc Leau  |           |         |
| mars 2008                                | En cours | Gérard Vergnaud |           |         |

## Démographie
L'évolution du nombre d'habitants est connue à travers les recensements de la population effectués dans la commune depuis 1793. Pour les communes de moins de 10 000 habitants, une enquête de recensement portant sur toute la population est réalisée tous les cinq ans, les populations de référence des années intermédiaires étant quant à elles estimées par interpolation ou extrapolation. Pour la commune, le premier recensement exhaustif entrant dans le cadre du nouveau dispositif a été réalisé en 2006.

En 2022, la commune comptait 392 habitants, en évolution de +13,62 % par rapport à 2016 (Yonne : −1,95 %, France hors Mayotte : +2,11 %).
| 1793 | 1800 | 1806 | 1821 | 1831 | 1836 | 1841 | 1846 | 1851 |
| ---- | ---- | ---- | ---- | ---- | ---- | ---- | ---- | ---- |
| 543  | 509  | 510  | 650  | 553  | 587  | 597  | 656  | 722  |

| 1856 | 1861 | 1866 | 1872 | 1876 | 1881 | 1886 | 1891 | 1896 |
| ---- | ---- | ---- | ---- | ---- | ---- | ---- | ---- | ---- |
| 750  | 690  | 731  | 740  | 740  | 702  | 695  | 651  | 616  |

| 1901 | 1906 | 1911 | 1921 | 1926 | 1931 | 1936 | 1946 | 1954 |
| ---- | ---- | ---- | ---- | ---- | ---- | ---- | ---- | ---- |
| 592  | 590  | 547  | 485  | 468  | 462  | 447  | 443  | 408  |

| 1962 | 1968 | 1975 | 1982 | 1990 | 1999 | 2006 | 2011 | 2016 |
| ---- | ---- | ---- | ---- | ---- | ---- | ---- | ---- | ---- |
| 400  | 325  | 296  | 246  | 237  | 273  | 341  | 349  | 345  |

| 2021 | 2022 | - | - | - | - | - | - | - |
| ---- | ---- | - | - | - | - | - | - | - |
| 378  | 392  | - | - | - | - | - | - | - |

## Lieux et monuments
- Château de Cudot

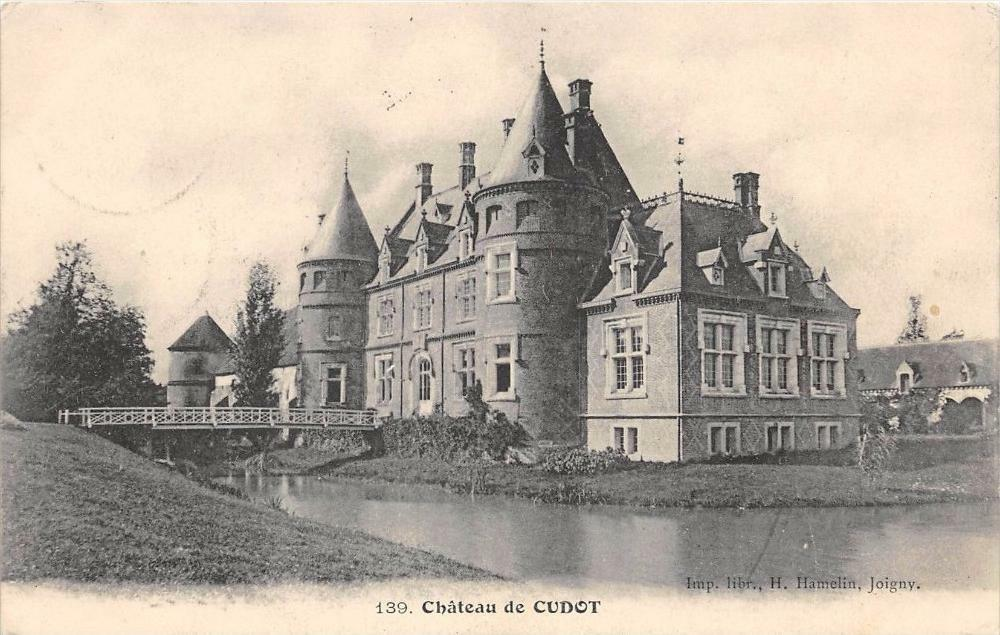
Vue du château de Cudot en 1910.

Le premier édifice du XIIe siècle a été bâti à partir d'une ferme seigneuriale qui correspond à la cour nord-est du château actuel. Le pigeonnier et les écuries sont du XVe siècle. L'actuelle partie habitable en brique rouge a été reconstruite au XIXe siècle grâce à la femme de Gaston de Saint-Phalle, née Alix de Man d'Attenrode. La Famille de Saint-Phalle a possédé cette demeure du XIIIe siècle, jusqu'en 1991. La famille Arthus-Bertrand en est propriétaire aujourd'hui.
- Église Notre-Dame-de-l'Assomption

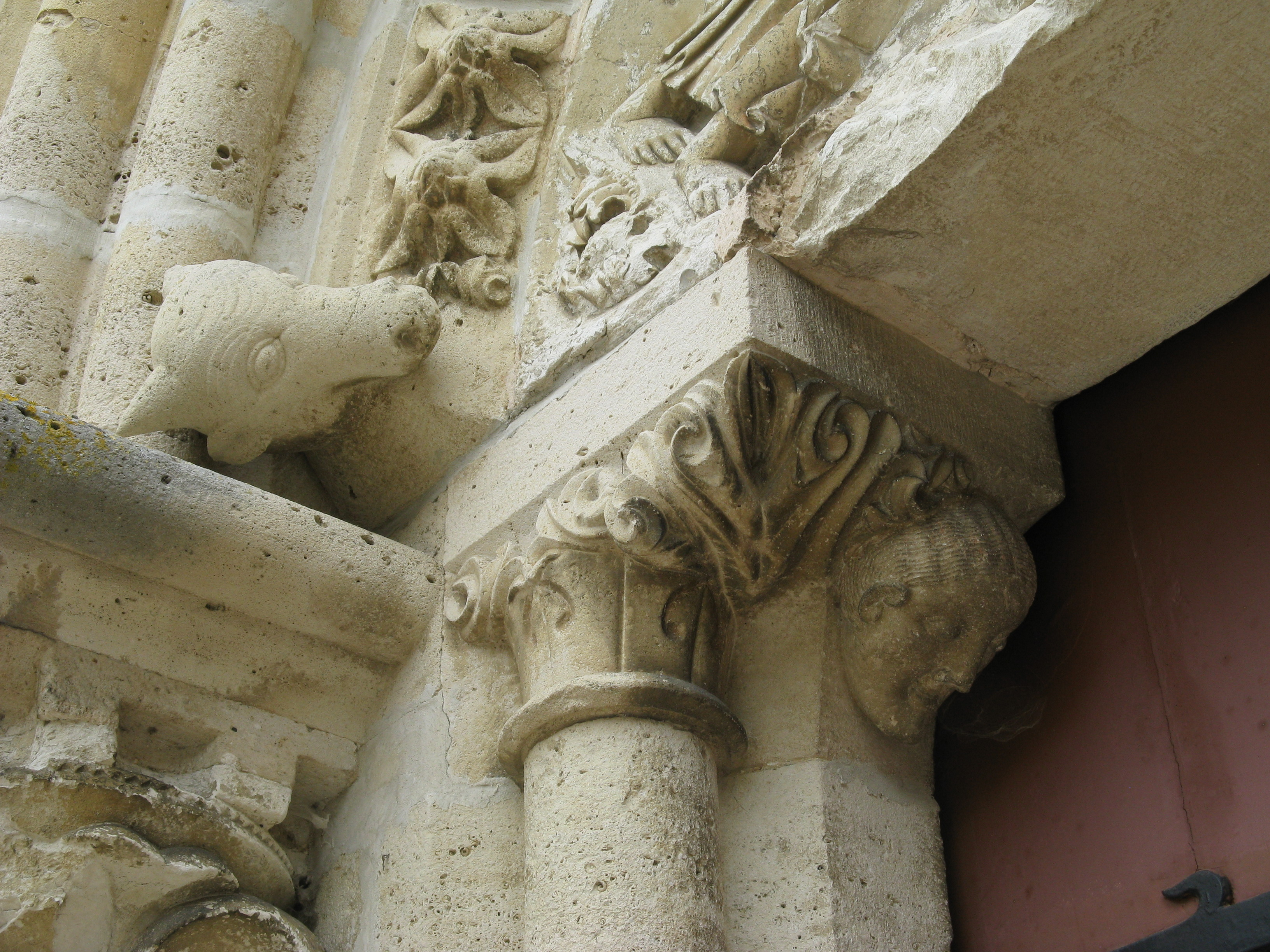
Détail du portail de l'église.

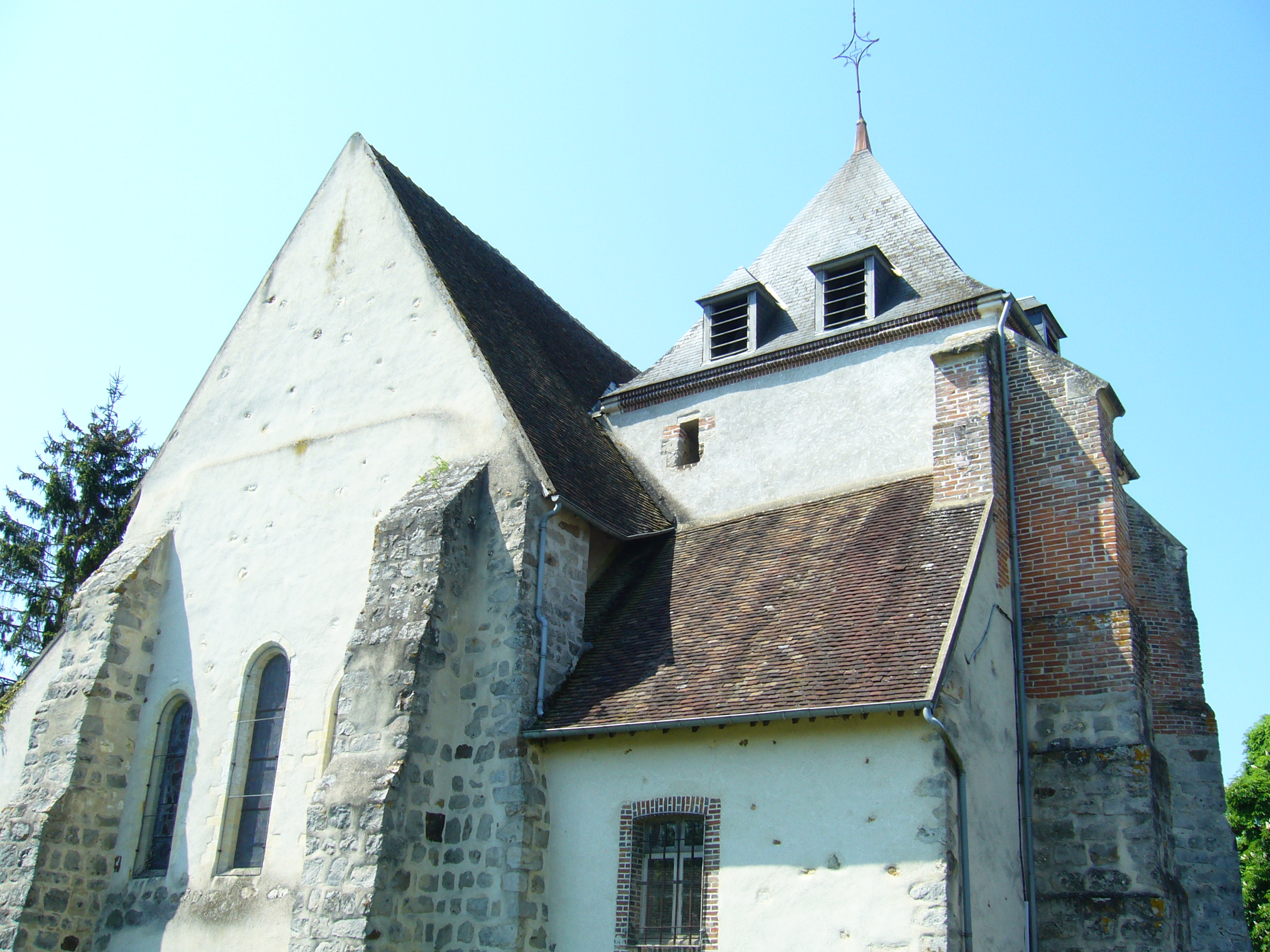
Vue arrière de l'église de Cudot.

Monument Historique du XIIe siècle : tombeau de sainte Alpais, bergère du XIIe siècle. L'église est le lieu d'un pèlerinage annuel à sainte Alpais.
Tableau sur bois L'Adoration des Mages, daté de la fin du XVe ou du commencement du XVIe siècle. Classé monument historique au titre d'objet en 1992.
Dalle funéraire du XIIIe siècle de Pierre Ier de Saint-Phalle, mort en 1275, représentant un chevalier tête nue, les mains jointes, vêtu d'un haubert de mailles et d'une cote descendant au-dessous des genoux. Les pieds sont appuyés sur un lévrier. L'épée repose le long de la jambe gauche. Classée monument historique au titre d'objet en 1992.

Inscription : CIGIST MESSIRES PIERRES DE SAINT FALA CHEVALIERS QVI TRAPASA LA SEVR VEILLE DE NOS ANLAN DE GRACE MCC LXXV CVI DIEVX FACE MERCI Z GARD DE MACANCH Q PRA POVR LI
Dalle funéraire du XIIIe siècle de Pierre II de Saint-Phalle  mort en 1297, représentant un chevalier qui porte l'écu appuyé sur la jambe gauche et appuie les pieds sur un lionceau. Classée monument historique au titre d'objet en 1992. Inscription : 

IGI GIES MESSIRES PIERRE DE SAINT FAVLE CHEVALIER QVI TRESPASAS AN LAN DE GRACE M IICC IIII xxZXVII LE DIE MINCHE DVVANS LA SAINT LUG.
Dalle funéraire du 4e quart du XIIIe siècle d'Agnès, comtesse de Foins, femme de Pierre II de Saint-Phalle. Elle représente la défunte les mains jointes, les pieds reposant sur une levrette, un coussin sous la tête, coiffée d'un voile court sur lequel un bandeau forme couronne. Une aumônière pend à la ceinture. Elle est enveloppée d'un manteau en hermine, largement ouvert. Inscription : 

CI GIST NOBLE DAME CONTESSE DE FOINS FV FAME MON SEIGNEVR PIERRES DE SAINT FALE NOTRES SIRES AIT LAME DE LVI ANIMA REQVIESCAT IN PACE.
Dalle funéraire de la première moitié du XIIIe siècle de Ferry de Cudot. Elle représente un chevalier vêtu d'une très longue tunique. Son épée est posée à gauche ; à droite, son écusson à deux léopards rampants. Classée monument historique au titre d'objet en 1992. Inscription sur la bordure : 

HIC IACET VIR NOBILIS BONE MEMORIE FERRICUS DE CUDOTI CUIUS ANIMA REQUIESCAT IN PACE.
- Fontaine Sainte-Alpais

Elle se trouve dans un local attenant au lavoir communal.
Alpais était notamment invoquée pour mettre fin aux périodes de sécheresse. Ainsi en 1870, à la suite d'une canicule persistante, une procession eut lieu du tombeau de sainte Alpais vers la fontaine où le curé plongea trois fois la hampe de la croix dans l'eau de la fontaine.

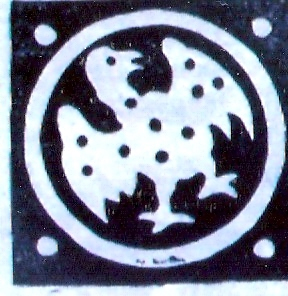
Mosaïque de l'église du XVe .
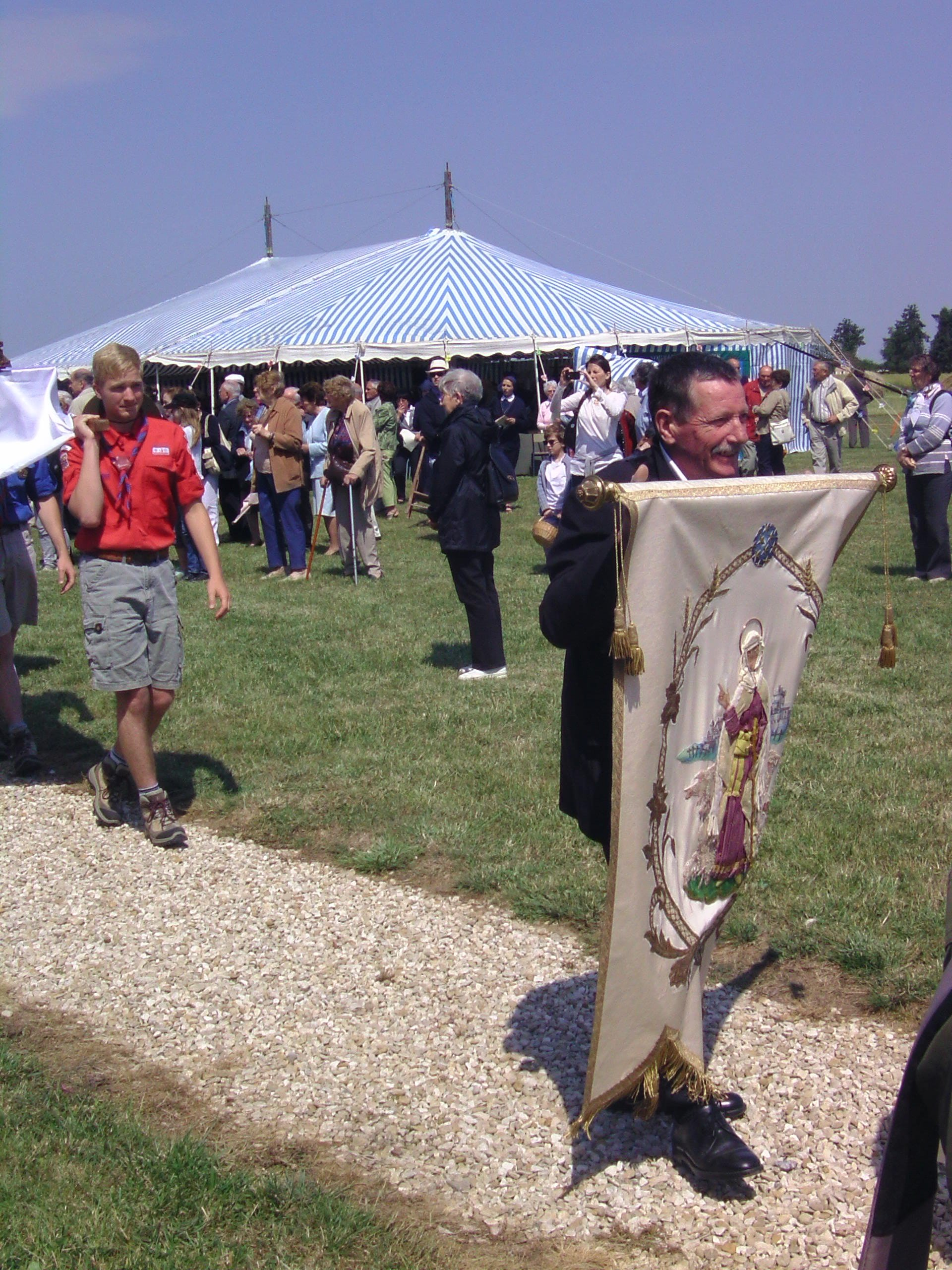
Bannière de sainte Alpais pendant la procession du pèlerinage, le lundi de Pentecôte.
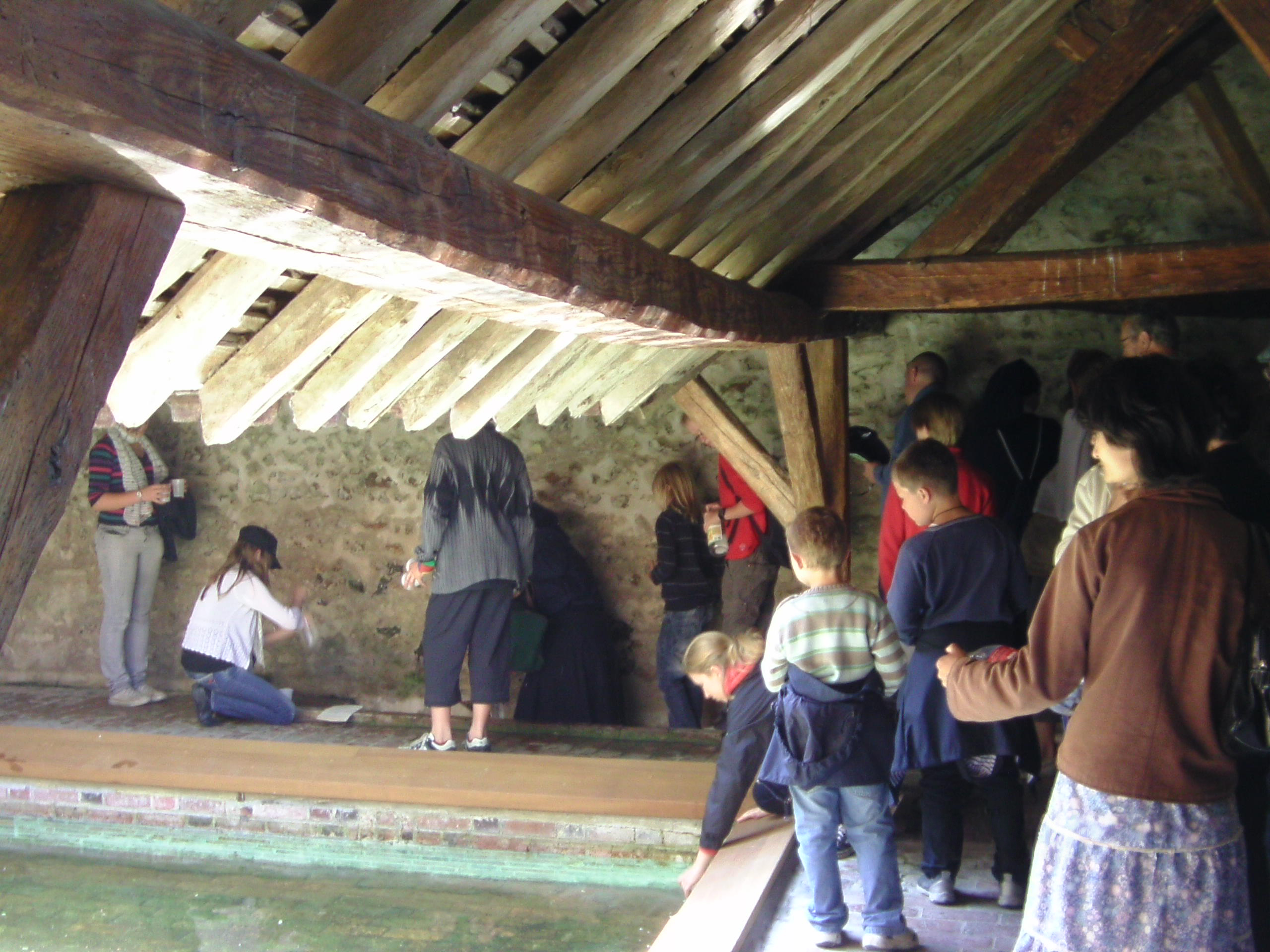
Source de Sainte-Alpais.
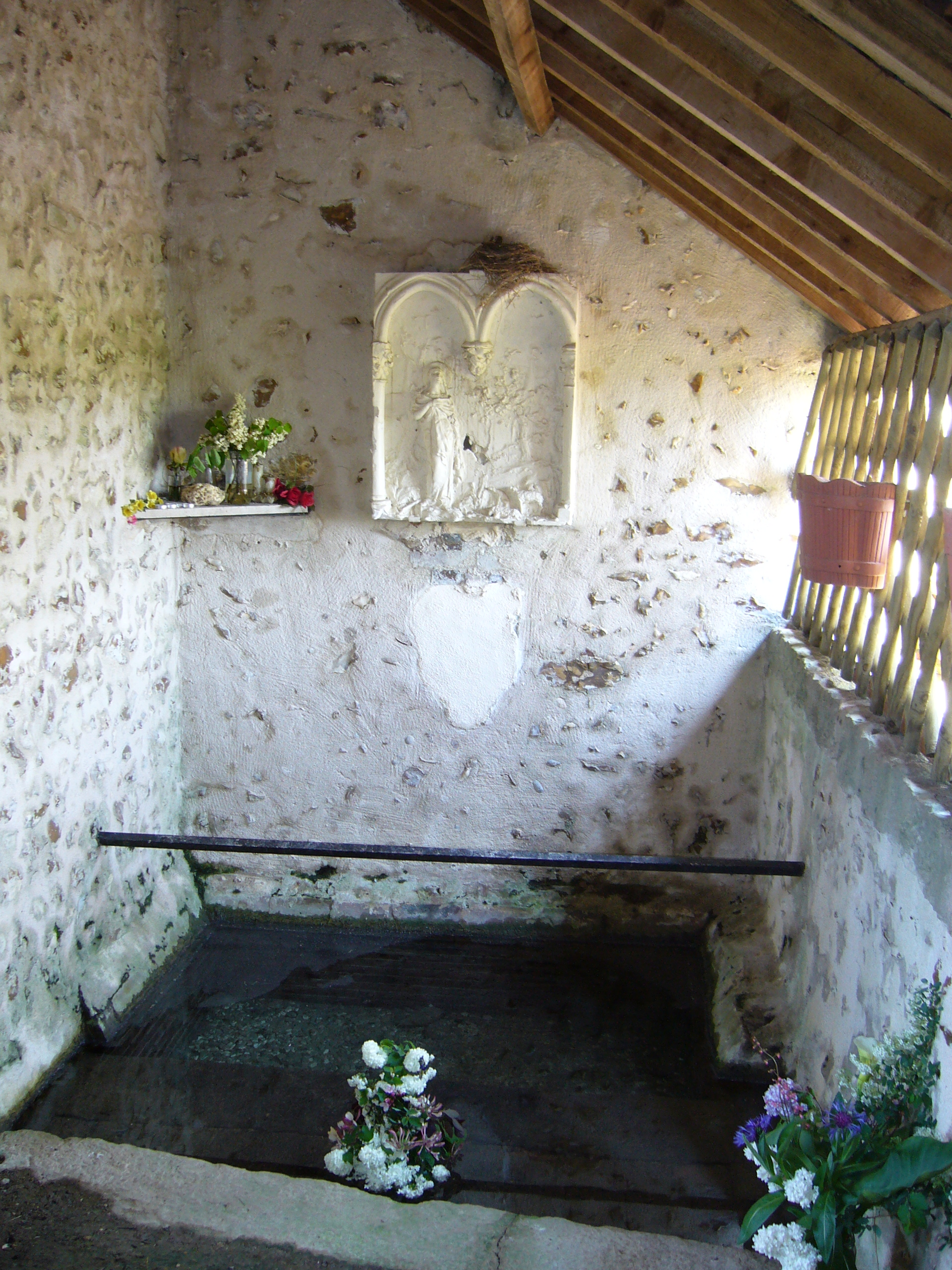
Fontaine Sainte-Alpais.
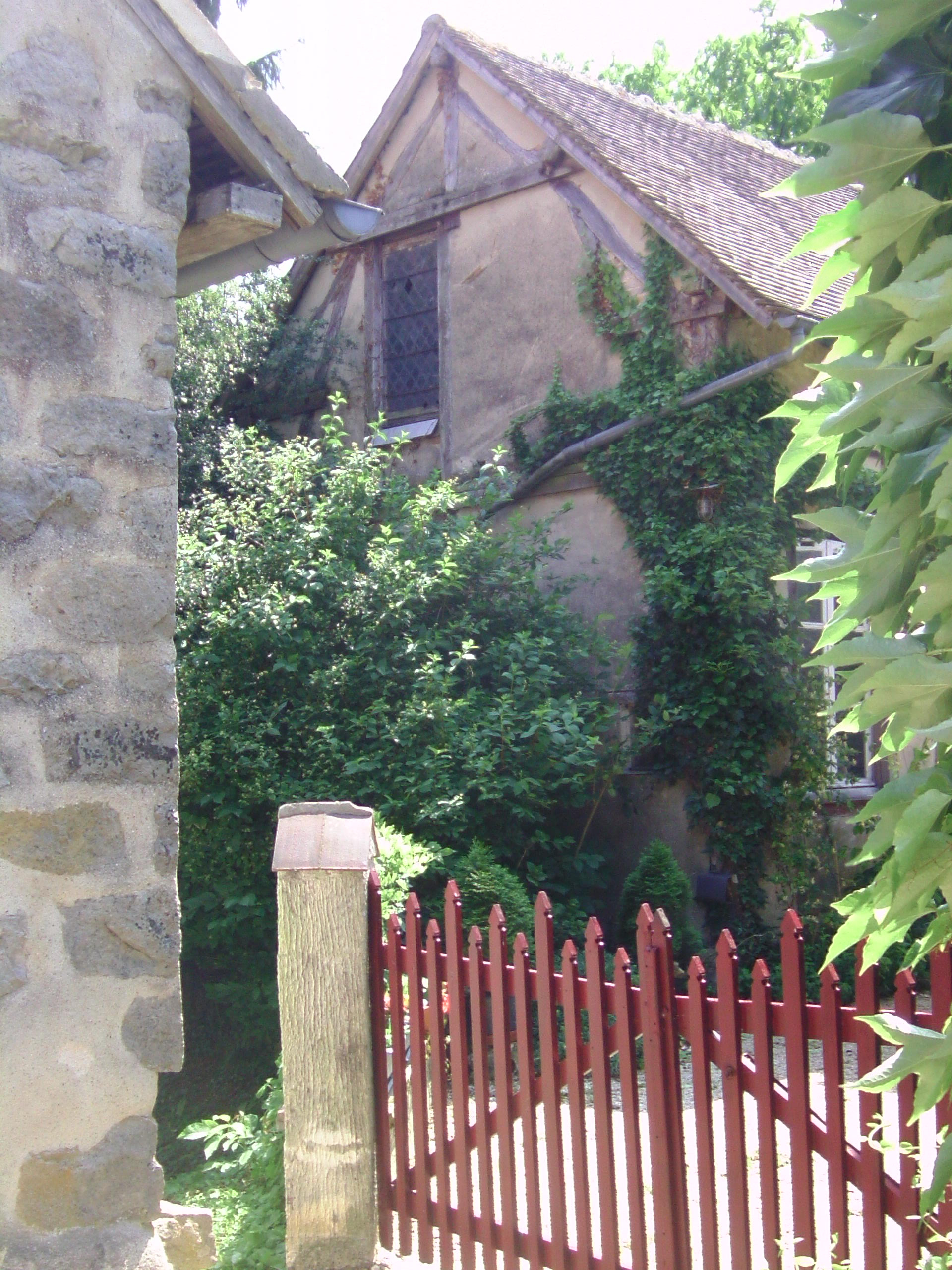
Ancienne imprimerie de la confrérie de Sainte-Alpais .
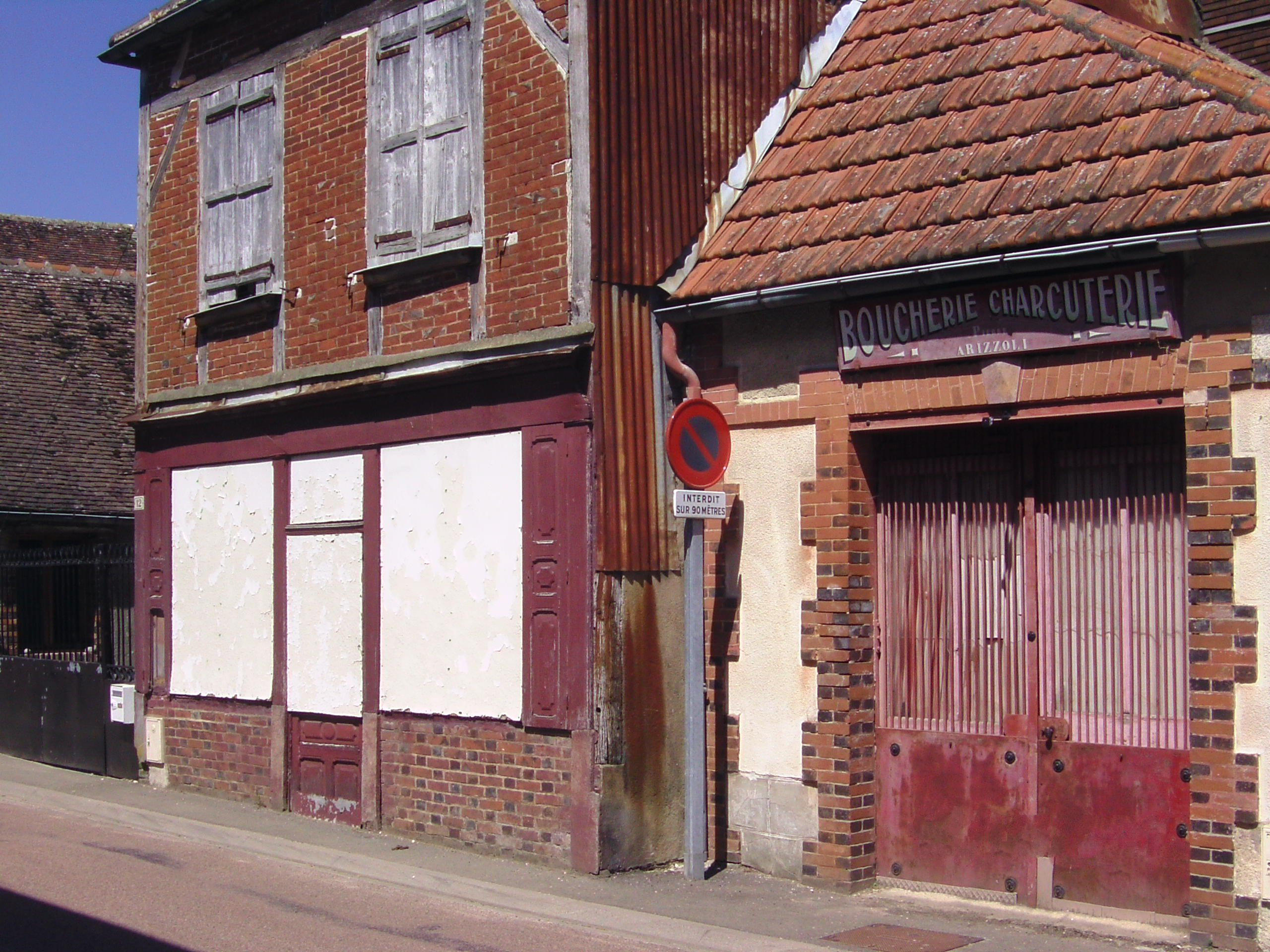
Ancienne boucherie.

## Environnement
La commune inclut deux ZNIEFF :
La ZNIEFF des étangs, prairies et forêts du Gâtinais sud oriental, qui totalise 15 600 ha répartis en de nombreux sites sur 27 communes, vise particulièrement les habitats d'eaux douces stagnantes (milieu déterminant) ; les autres habitats inclus dans la ZNIEFF sont des eaux courantes, des prairies humides et mégaphorbiaies, et des bois.
Sur la commune, cette ZNIEFF couvre environ 257 ha dans le sud-est, y compris l'étang Bâtard, le bois des Épinettes, les Pieds Nus, le Taillis Baron, la Caillouterie, les Mûreries et le Champ des Marnes.
La ZNIEFF de l'Étang Bâtard, établie en 1997 dans le sud-est de la commune, vise 17 ha d'eaux douces stagnantes de l'étang de 7 ha et les zones humides environnantes. Elle est entièrement recouverte par la ZNIEFF précédente. On y trouve de nombreuses espèces protégées et réglementées, tant animales que végétales.

## Personnalités liées à la commune

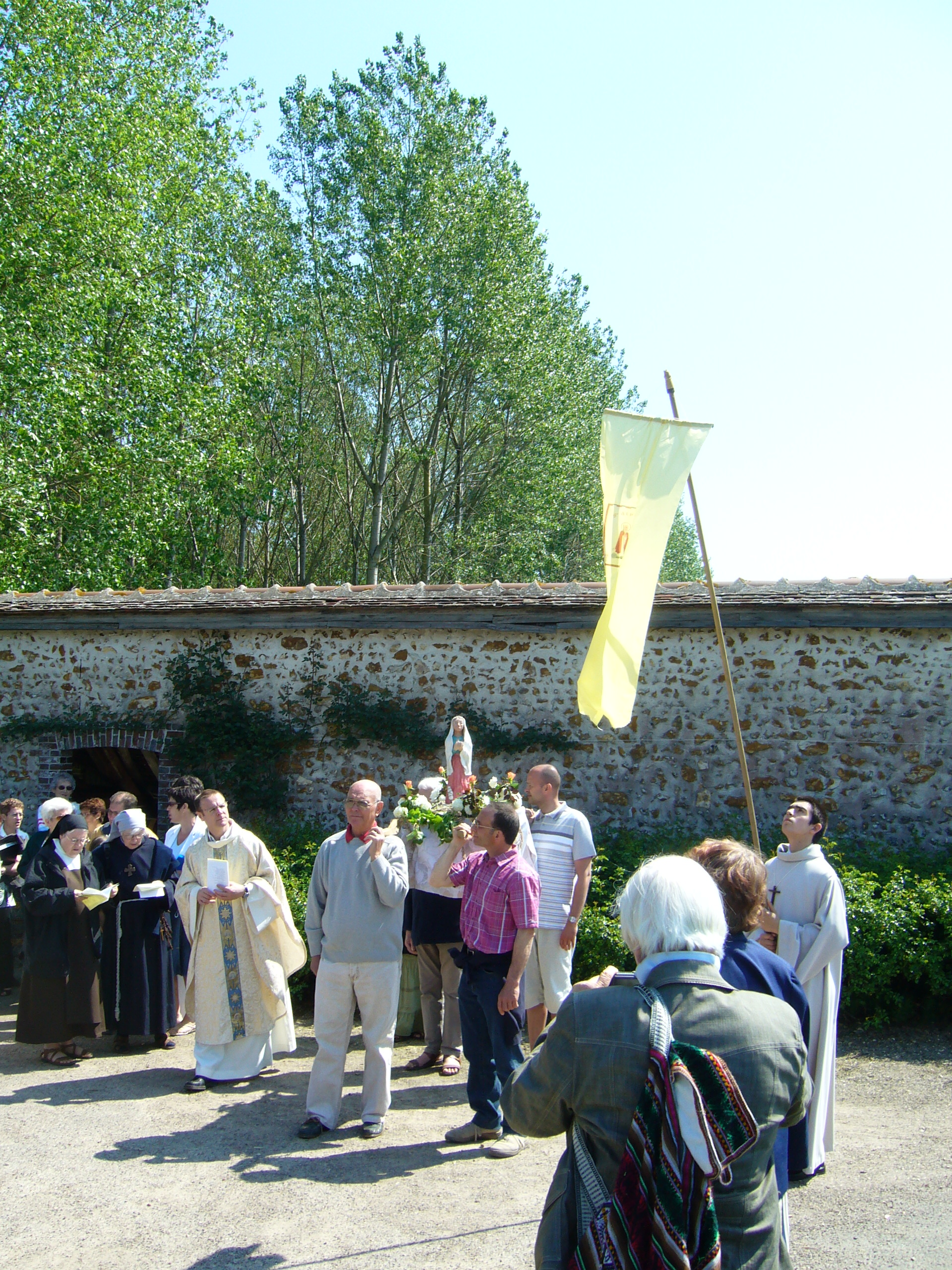
Procession de sainte Alpais, se terminant à la source Sainte-Alpais.

- Alpais (ou Alpay ou Alpaide), visionnaire lépreuse qui mourut le 3 novembre 1211 et fut canonisée par le pape Pie IX en 1874. Elle est la patronne des astronautes.

Tous les ans, une messe dédiée à sainte Alpais, suivie de la procession traditionnelle, a lieu le lundi de Pentecôte.
La journée du jeudi 2 juin 2011 était consacrée au 800e anniversaire de la mort de sainte Alpais.
- Étienne de Cudot : neveu d'Alpais, théologien et prédicateur à Paris en 1230, archidiacre d'Auxerre, curé de Vermenton ; il rejoint l'ordre canonial du Val des Écoliers et y mourut.
- Famille Cudot : famille originaire du village du même nom, dont Julien Cudot, champion de France 2007 de roller skating.
- Famille de Saint-Phalle (marquis) depuis le XIIe siècle dont Niki de Saint Phalle ;
- Famille Arthus-Bertrand, propriétaire du château de Cudot depuis 1991.

## Pour approfondir